# Aljaraque
Aljaraque is een gemeente in de Spaanse provincie Huelva in de regio Andalusië met een oppervlakte van 34 km². In 2007 telde Aljaraque 16.368 inwoners.

## Demografische ontwikkeling
Bron: INE; 1857-2011: volkstellingen